# Ténarèze
La Ténarèze, talvolta definita anche Condomois (nella varietà di guascone parlato in zona, Condomés) è una regione storica, o secondo taluni, una subregione storica dell'Armagnac, situata nella Francia sud-occidentale. Prende nome dall'omonima strada romana (o preromana) che congiungeva Bordeaux ai Pirenei centrali. Oggi forma parte del dipartimento di Gers, di cui occupa la parte settentrionale. Suo centro principale è la cittadina di Condom. È nota soprattutto per essere, insieme al Basso Armagnac (Bas-Armagnac) e all'Alto Armagnac (Haut-Armagnac), una delle tre zone di produzione del celebre distillato di vino che prende il nome da questi ultimi territori.

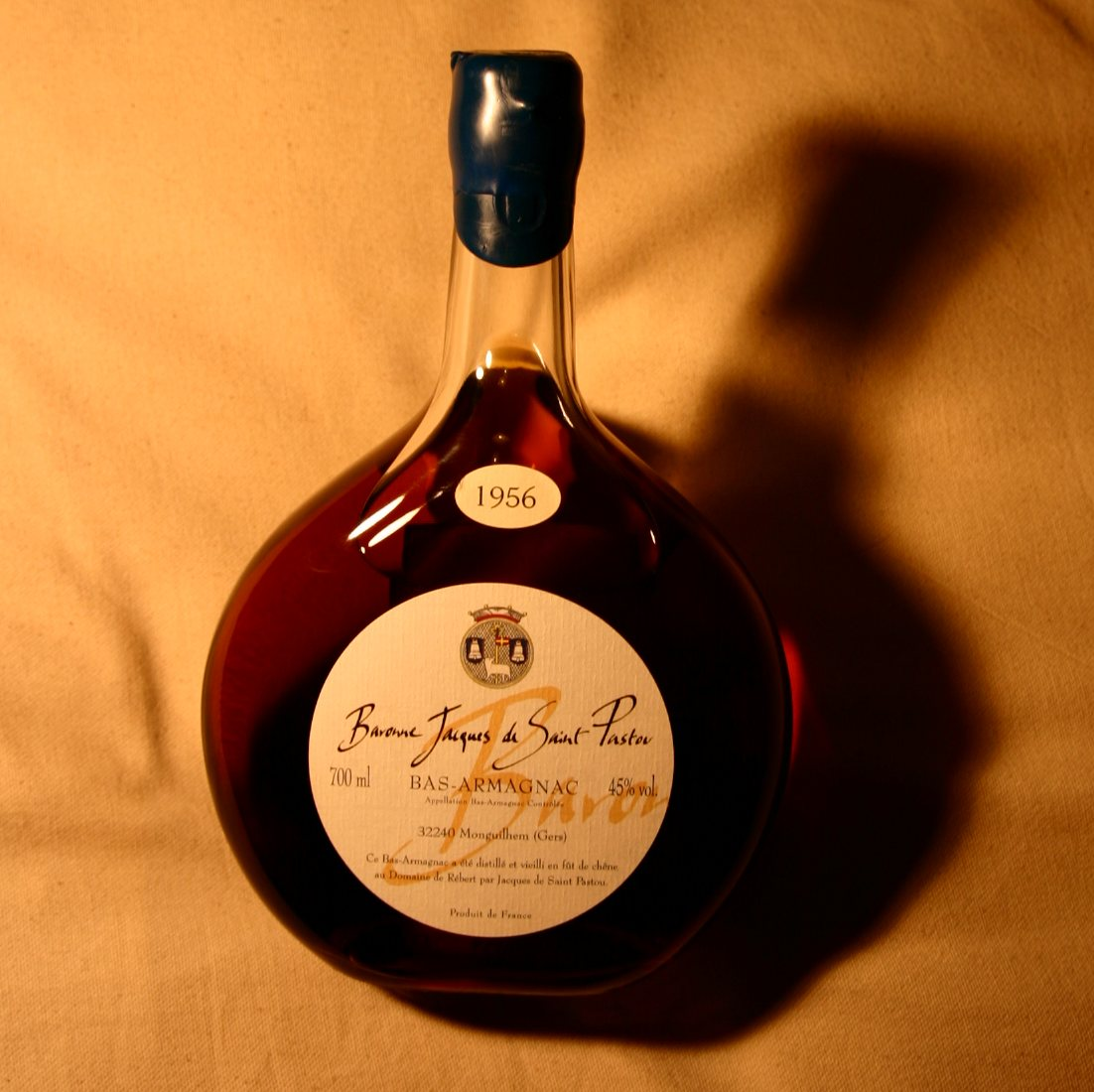
L'Armagnac, prestigioso simbolo della Ténarèze

## Geografia e clima
La Ténarèze si estende fra i comuni di Nérac e Vic-Fezensac (che non ne fanno parte) e occupa una superficie di 182 km². Il territorio è per lo più collinoso, con altitudini modeste, generalmente comprese fra i 50 e i 300 metri. La regione è percorsa dal fiume Baïse, un affluente della Garonna.
Il clima della regione è di tipo subatlantico, con inverni non eccessivamente freddi (le temperature medie del mese più freddo, gennaio, ruotano attorno ai 5 °C) ed estati miti, data la relativa vicinanza dell'oceano (con temperature medie del mese più caldo, luglio, leggermante al di sopra dei 20 °C). Le precipitazioni sono generalmente comprese fra i 650 e i 750 mm.

## Storia
La regione era abitata, prima della conquista romana, da una popolazione di incerta origine ma di lingua celtica, appartenente a una delle tante tribù di Aquitani. 
La conquista romana della Ténarèze, avvenne attorno alla metà del I secolo a.C. e fu portata a termine da Crasso, inviato sul posto da Giulio Cesare. La regione fu integrata dai conquistatori latini nell'Aquitania di cui continuò a far parte anche quando, prima ancora della caduta dell'Impero d'Occidente l'intera zona passò sotto il controllo dei Visigoti (primi decenni del V secolo). Attorno al 510 la Ténarèze fu occupata, insieme a tutta l'Aquitania, dai Franchi e successivamente dai Baschi. Tornata nuovamente in potere dei Franchi nel corso dell'VIII secolo, entrò a far parte dell'Impero carolingio. Attorno al XIII secolo si affermarono nella sua parte più occidentale i conti di Armagnac mentre a Condom e nella propria zona di influenza i potenti abati appartenenti all'ordine benedettino. Questi ultimi, forti dell'appoggio della corte papale da poco trasferitasi ad Avignone, riuscirono a distaccarsi dalla diocesi di Agen facendo elevare la propria abbazia a sede vescovile, con potestà sull'intera regione (1317). Primo vescovo di Condom fu l'abate Raymond de Galard. La diocesi di Condom venne soppressa nel 1801, durante gli anni tormentati della rivoluzione francese. 
Se i signori della zona ribadirono ripetutamente i propri vincoli di vassallaggio nei confronti dei re di Francia, una vera e propria unione della Ténarèze con lo stato francese avvenne solo nel 1589, sotto il regno di Enrico IV. Da tale momento, e fino ai nostri giorni (2008), la regione ha seguito le sorti del paese gallo.

## Demografia
La popolazione complessiva della Ténarèze è inferiore alle 10.000 unità, distribuite inegualmente su una superficie che, come si è già indicato, è di poco superiore ai 180 km². 
I tre quarti circa degli abitanti risiedono infatti nel municipio di Condom, capitale storica della regione. I comuni in cui si articola il territorio sono, in tutto, nove e, dal 1999, onde poter meglio tutelare gli interessi della propria regione di appartenenza, si sono costituiti in comunità (Communauté de communes de la Ténarèze): 
- Beaumont
- Béraut
- Blaziert
- Cassaigne
- Castelnau-sur-l'Auvignon
- Caussens
- Condom
- Larressingle
- Mouchan

## Cultura

### Lingue
La Ténarèze è compresa storicamente nell'area linguistica occitana. Lingua d'uso e amministrativa fu, fino alla rivoluzione francese, un dialetto guascone, appartenente alla grande famiglia d'oc. Il francese era utilizzato, nei rapporti con Parigi e come lingua di cultura, da un limitato numero di abitanti, quasi sempre appartenenti all'aristocrazia, alla borghesia e alle alte gerarchie ecclesiastiche locali. Fra questi ultimi ricordiamo il filosofo e teologo Pierre Charron e Jacques Bénigne Bossuet, uno fra i massimi letterati del suo tempo, il quale fu, per alcuni anni, vescovo di Condom.
Con la rivoluzione francese e il processo di omologazione linguistica attuato in Francia nel corso dell'Ottocento e del Novecento il guascone, perso il carattere di ufficialità o di semi-ufficialità, è andato progressivamente scomparendo. L'assenza di università e ancor più di istituzioni e centri di studio superiori e medi bilingue sul territorio, non ha permesso il rilancio dello studio della lingua autoctona presso le giovani generazioni, come invece è avvenuto, a partire dagli anni settanta del Novecento, nel Béarn e in altre zone della Francia sudoccidentale.

### Monumenti e luoghi d'interesse

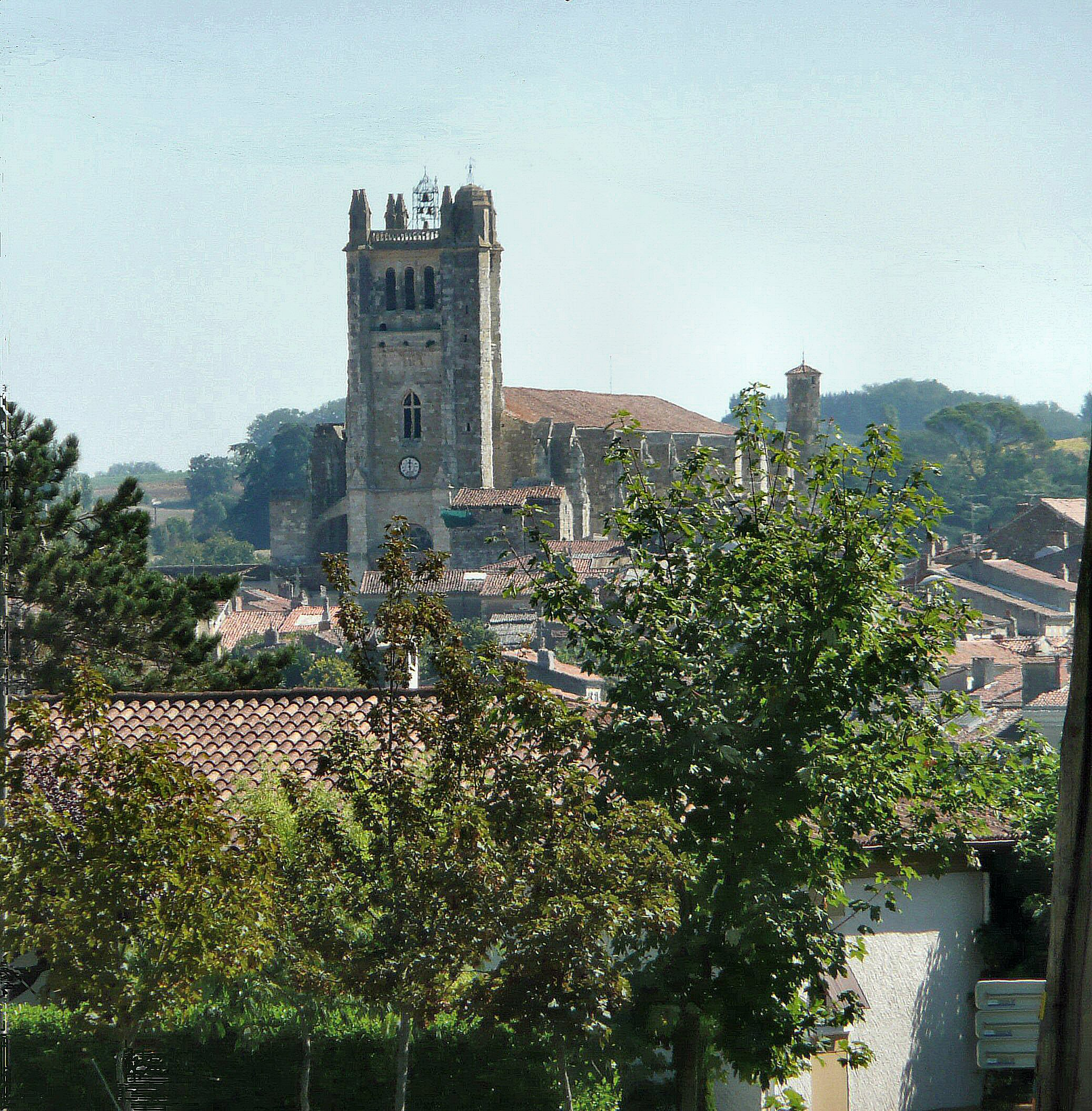
Condom, cattedrale di Saint-Pierre

- Cattedrale di san Pietro (Cathedral de Saint-Pierre), a Condom, imponente costruzione in stile tardo gotico meridionale. Il vecchio edificio duecentesco, demolito nel 1368, fu ricostruito tra la fine del XIV secolo e gli inizi del secolo successivo. Dopo il 1507, a seguito del crollo della torre campanaria, si dovette procedere alla riedificazione di gran parte della cattedrale mediante una serie di lavori ultimati solo attorno al 1530
- Castello di Busca-Maniban (Chatêau de Busca-Maniban). Non ha carattere castrense come potrebbe suggerire il nome, ma è piuttosto un'elegante e maestosa dimora patrizia della prima metà del XVII secolo, edificata nello stile classicheggiante così in voga nella Francia del tempo. Situata nel cuore delle verdi campagne della Ténarèze è aperta al pubblico e visitata ogni anno da decine di migliaia di turisti
- Museo dell'Armagnac. Fu aperto attorno alla metà del XIX secolo a Condom e trasferito, negli anni ottanta del Novecento, nell'antico palazzo vescovile della città. Possiede una ricca collezione di strumenti e oggetti destinati alla preparazione e alla conservazione del noto distillato (antichi alambicchi, botti, ecc.) e alcune creazioni artistiche che si ispirano ad esso (quadri soprattutto). Vengono organizzate anche visite guidate e degustazioni.

### Armagnac-Ténarèze
L'Armagnac, considerato fra i più antichi e prestigiosi distillati europei, rappresenta una delle massime espressioni della civiltà enogastronomica francese. Cuore della zona di produzione dei celebri vini bianchi destinati alla sua preparazione è la Ténarèze 
. Tale zona, articolata in Armagnac-Ténarèze, Basso Armagnac (Bas Armgnac) e Alto Armagnac (Haut Armagnac) è, fin dal 1909, oggetto di particolare protezione da parte dello Stato francese tramite il marchio di Appellation d'origine protégée (AOP).

## Economia
La Ténarèze è una regione poco industrializzata che trae dal commercio le sue più cospicue fonti di reddito. Grande rilevanza continua ad avere il settore agroalimentare, con in testa la produzione di vini pregiati impiegati per la preparazione dell'Armagnac. A questo proposito ricordiamo che il 40% circa dell'intera produzione di tale celebre distillato proviene dall Ténarèze. Nel territorio hanno una certa importanza le coltivazioni di mais, girasoli e legumi. Modesto l'allevamento di bovini e suini, mentre ha una certa diffusione quello di anatre ed oche per la produzione di foie gras. In costante ascesa il turismo.